# Hamre kommun
Hamre kommun (norska: Hamre kommune) var en kommun i Hordaland fylke i västra Norge. Tätorten Hamre utgjorde kommunens centralort.

## Administrativ historik
Hamre kommun upprättades den 1 januari 1838 (som Hammer formannskapsdistrikt) när Formannskapslovene från 1837 trädde i kraft. Kommunen omfattade då den västra delen av nuvarande Osterøy kommun (Hamre socken), den södra delen av nuvarande Alvers kommun, den norra delen av nuvarande Bergens kommun samt ett mindre område i den norra delen av nuvarande Askøy kommun.
Den 1 januari 1885 bröts Alversunds kommun ut ur kommunen som då minskade från 6 530 invånare före delningen till 3 737 invånare efter.
Den 1 januari 1904 bröts Åsane kommun ut ur kommunen som då minskade från 4 539 invånare före delningen till 2 914 invånare efter. Den återstående delen omfattade den västra delen av nuvarande Osterøy kommun (Hamre socken), ett område i den sydöstra delen av nuvarande Alvers kommun samt ett mindre område i den norra delen av nuvarande Bergens kommun.
Den 1 juli 1914 överfördes ett bebott område (med 644 invånare) från Hamre kommun till Åsane kommun.
Den 1 januari 1964 upplöstes kommunen och delades i tre. Området på ön Osterøy (med 1 166 invånare) fördes, tillsammans med delar av kommunerna Bruvik, Haus och Hosanger, till den då nybildade Osterøy kommun medan området norr om Osterfjorden (med 1 240 invånare) fördes, tillsammans med Alversunds kommun och delar av kommunerna Hosanger, Modalen och Sæbø, till Lindås kommun (sedan den 1 januari 2020 en del av Alvers kommun) samtidigt som ön Flatøy (med 166 invånare) fördes, tillsammans med delar av kommunerna Herdla och Sæbø, till Melands kommun (sedan den 1 januari 2020 en del av Alvers kommun). Kommunen hade vid delningen totalt 2 572 invånare.
Det finns uppgifter på att Hamre kommun (Hammers kommun) mellan 1838 och 1884 skulle ha ingått i en kommun med namnet Hammer og Hosanger men det tycks inte stämma om man tittar på dåtida kartor.